# Ulrich Apt der Ältere
Ulrich Apt der Ältere (* um 1460 in Augsburg; † 1532 ebenda) war ein deutscher Maler, der seit 1481 als selbständiger Meister in Augsburg tätig war.

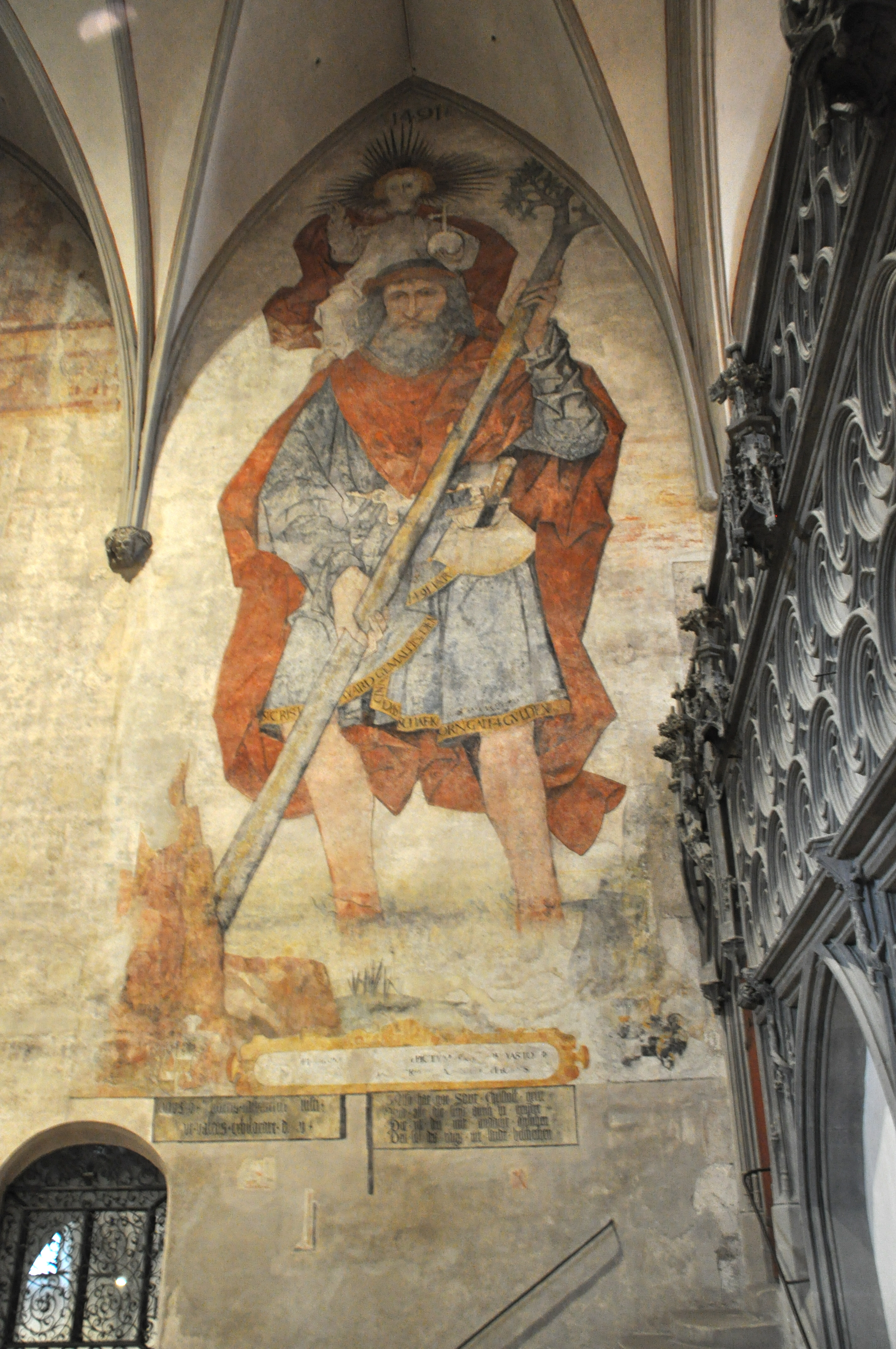
Fresko des heiligen Christophorus im Augsburger Dom

## Leben
Wahrscheinlich war sein Vater Peter Apt, der 1460 als Maler im Augsburger Handwerksbuch genannt wird.
Im Auftrag des Augsburger Patriziers Martin Weiß fertigte Ulrich Apt für die Stiftskirche Hl. Kreuz einen Flügelaltar, auf dessen linkem Flügel die Geburt Christi (heute beschnitten im Windsor Castle) und auf dem rechten die Anbetung des Kindes dargestellt ist (heute im Louvre, Paris).
Im Jahr 1516 beauftragte ihn der Rat der Stadt Augsburg zusammen mit anderen Meistern, am Rathaus Ahnenbilder und Kriegsszenen zur Verherrlichung des Kaiserhauses zu malen, die nicht erhalten sind. Es können ihm einige Porträts zugeschrieben werden, so zwei männliche Halbfigurenbildnisse, die heute in der Anhaltischen Gemäldegalerie Dessau und im Kunsthistorischen Museum in Wien sich befinden.
Ulrich Apt der Ältere muss einen gutgehenden Werkstattbetrieb gehabt haben, in dem auch seine Söhne Ulrich, Jakob und Michael arbeiteten.

## Werke
- 1491: Fresko des heiligen Christophorus im Augsburger Dom
- 1495/96: Wallfahrtskirche St. Afra im Felde, Beteiligung an der Ausstattung (nicht erhalten)
- 1509: Bemalung eines Flügelaltars für die Moritzkirche in Augsburg (nicht erhalten)
- 1517: Rehlingeraltar für die Dominikanerkirche in Augsburg (heute Bayerische Staatsgemäldesammlungen, Inv. Nr. 5373+5374)